# 법적확신

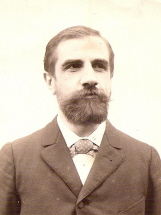
근대 프랑스를 대표하는 법철학자인 프랑수아 제니가 1919년 법적확신설을 발표하였다.

법적확신(opinio juris)이란 프랑스의 법학자 프랑수아 제니가 주장한 것으로서, 관습법의 성립에 법적확신이 필요하다는 학설이다. 즉, 관습법이 성립하려면 일반관행과 법적확신이 있어야 한다고 주장한다. 법적확신설은 2010년 현재 국제법에서의 통설, 판례이며, 대한민국 국내법에서의 통설, 판례이다.
국제관습법 형성의 주관적 요소로서 opinio juris는 opinio juris sive necessitatis의 약칭으로서 ‘문제가 된 행위가 법규칙에 의해 필요하다는 의견’이라는 사전적 의미를 지닌 라틴어구로 이해되고 있다.
법적확신이란 "관행을 지키는 것은 의무"라는 신념을 말하며, "관행을 지키지 않아도 될 자유"가 수범자들에게 인정되고 있다면 법적확신이 결여되어 있다고 본다. 법적확신이 없는 관행은 국제예양 또는 사실인 관습이라고 부른다.

## 역사
관습법은 법에 있어서 가장 오래된 연원이지만 법학에 있어서 관습법에 대한 본격적 연구는 의외로 그렇게 오래지 않다. 오늘날과 같은 법적확신이론은 프랑스의 사법학자이자 법철학자인 프랑수아 제니가 최초로서, 그 문헌은 1919년에 등장하였다.
반면에, Guggenheim은 국제관습법에서 다루어지는 opinio juris가 독일의 역사법학파에 그 기원을 두고 있다고 말한다.
opinio juris 개념이 프리드리히 카를 폰 사비니로 유명한 19세기 독일의 역사법학파에서 출발하였을지라도 현대 국제관습법 이론의 발전과정에서 자연법적 요소로부터 벗어나 실정법적 가치를 지니게 되었으며, 그 결과 opinio juris의 개념은 기본적으로 ‘법적 신념’ 즉, ‘일정한 관행이 법으로서 의무적이라는 신념’이라고 이해되고 있다. 이러한 이해는 ICJ가 일관되게 취하는 입장이기도 하다.

## 대한민국 민사판례
관습법이란 사회의 거듭된 관행으로 생성한 사회생활규범이 사회의 법적확신과 인식에 의하여 법적 규범으로 승인·강행되기에 이른 것을 말하고, 그러한 관습법은 법원으로서 법령에 저촉되지 아니하는 한 법칙으로서의 효력이 있는 것이고, 또 사회의 거듭된 관행으로 생성한 어떤 사회생활규범이 법적 규범으로 승인되기에 이르렀다고 하기 위하여는 헌법을 최상위 규범으로 하는 전체 법질서에 반하지 아니하는 것으로서 정당성과 합리성이 있다고 인정될 수 있는 것이어야 하고, 그렇지 아니한 사회생활규범은 비록 그것이 사회의 거듭된 관행으로 생성된 것이라고 할지라도 이를 법적 규범으로 삼아 관습법으로서의 효력을 인정할 수 없다.
대법원은 일반관행과 법적확신이 존재해야만 관습법이 성립한다고 판시하여, F. Gény의 법적확신이론을 지지하고 있다. 민법학계의 통설이다.

## 국제사법재판소의 국제법판례
국제사법재판소(ICJ)의 판례를 보면, 일반관행과 법적확신을 모두 검토하여 국제관습법의 성립을 인정한 사례도 있고, 일반관행이 존재하면 법적확신이 추정된다고 하여 일반관행의 증거만 심사하여 국제관습법의 성립을 인정한 사례도 있다. 즉, 일반관행이 매우 명확하다고 보이는 경우에는, 따로 법적확신을 검토하지 않으며, 일반관행이 존재하는 것으로 보이기는 하나, 그에 반하는 경우도 존재하는 경우에는 법적확신을 별도로 검토하여 국제관습법의 성립을 선언한다.
관행이 법으로 존재할 수 있게 하는 역할을 수행하는 opinio juris는 국제관습법의 형성에 있어서 필수적 존재이다. 그리하여 ICJ는 수많은 판례에서 국가관행과 함께 그 존재를 일관되게 요구하였다.
그러나 국제관습법을 다룬 ICJ 판례 가운데에서도 opinio juris을 명시적으로 다루지 않은 경우도 있는 한편, 국제법학자들에 따라서는 관행의 통일성과 일반성이 충분할 경우 opinio juris가 별도의 존재로서 확립될 필요가 없다고 주장하기도 한다.
ICJ는 많은 판결에서 주관적 요소가 존재하고 있는지 여부에 대하여 명시적으로 조사함이 없이 국가관행에 기초하여 국제관습법의 존재를 인정하기도 하였다. 대표적으로 다음의 판례들이 있다.
- Barcelona Traction, Light and Power Company, Limited 사건
- Continental Shelf (Libya/Malta) 사건
- Fisheries Jurisdiction 사건

## 같이 보기
- 관습법
- 법원 (법의 근원)